# Château d'Esclimont
Le château d'Esclimont est un établissement hôtelier situé dans la commune d'Auneau-Bleury-Saint-Symphorien, dans le département français d'Eure-et-Loir en région Centre-Val de Loire.
Construit à partir du XVIe siècle, pour Étienne Poncher, archevêque de Tours, le château est largement remanié au XIXe siècle, par son proprietaire d'alors, Sosthène II de La Rochefoucauld.
À partir de 1981, la bâtisse est transformée en hôtel de luxe par son propriétaire, René Traversac, fonction qu'elle conserve encore aujourd'hui, exploitée depuis 2015, par son actuel propriétaire, le groupe chinois Tianci Hot Spring.
Le château est actuellement fermé pour travaux.

## Histoire
Le château actuel succède à une ancienne forteresse féodale, transformée à de nombreuses reprises au cours du temps. Il est bâti à partir de 1543 pour Mgr Étienne Poncher, archevêque de Tours. Il passe à la famille de Philippe Hurault de Cheverny, garde des sceaux du roi Henri III, puis chancelier du roi Henri IV.
Le domaine est acquis par Claude de Bullion en 1639. Son petit-fils, Charles-Denis de Bullion y fera réaliser de nombreux aménagements. Après extinction de la famille de Bullion, le domaine passe par alliances, aux mains des familles de Montmorency-Laval puis à celles de la famille d'Albert de Luynes.
Au XIXe siècle, Sosthènes de La Rochefoucauld, duc de Doudeauville (1784-1864) en hérite, puis le transmet à son fils, Sosthène II de La Rochefoucauld qui y fait procéder à de nombreux travaux. Il transmet à son tour le domaine à son fils, Édouard de La Rochefoucauld, duc de Bisaccia (1874-1968).
En 1958, un article illustré d'Ernest de Ganay montre un château encore richement meublé, avec notamment plusieurs tapisseries anciennes (certaines du XVIIIe siècle, de la série de la vie d'Henri IV) objets d'art, livres et nombreux portraits de famille.
Le 21 juillet 1981, Laure-Suzanne-Marie Maingard, née Mailly-Nesle d'Orange, petite-fille et héritière d'Édouard de La Rochefoucauld, vend le domaine à René Traversac, président de la chaîne hôtelière "Grandes Étapes Françaises".
En janvier 2015, le domaine est acquis à Pierre Traversac, fils du précédent, par le groupe chinois Tianci Hot Spring, en la personne de M. Changlin Yang, pour la somme de 35 millions d'euros.

## Architecture
Au XVIe siècle, le château se compose d'un quadrilatère, flanqué de tours rondes aux angles.
Au début du XVIIIe siècle, les façades sud et ouest sont démolies, puis les autres sont remaniées dans le goût de l'époque, notamment par l'ajout d'avant-corps surmontés de frontons triangulaires. À cette occasion, le parc est également redessiné à la française et une pièce d'eau et un grand canal sont également ajoutés.
En 1865, un rhabillage des façades est exécuté par l'architecte Henri Parent afin de redonner au lieu un peu de son style Renaissance, notamment par l'ajout d'échauguettes et de lucarnes. Le duc de Doudeauville fait également redessiner le parc par les frères Denis et Eugène Bühler. Un nouveau parterre est réalisé en 1919 sur les dessins d'Ernest de Ganay.
L'édifice se compose aujourd'hui d'un corps de logis principal à l'est, cantonné de tours et donnant sur le grand parterre, ainsi que d'un pavillon surmonté de combles à l'impériale. Une aile, plus basse, au Nord, est percée d'un passage donnant l'accès à la cour d'honneur et fait également face au grand pavillon d'entrée datant du XIVe siècle. Le château est cerné par des douves en eaux.
Il est, depuis 1981, un établissement hôtelier de luxe.

## Galerie

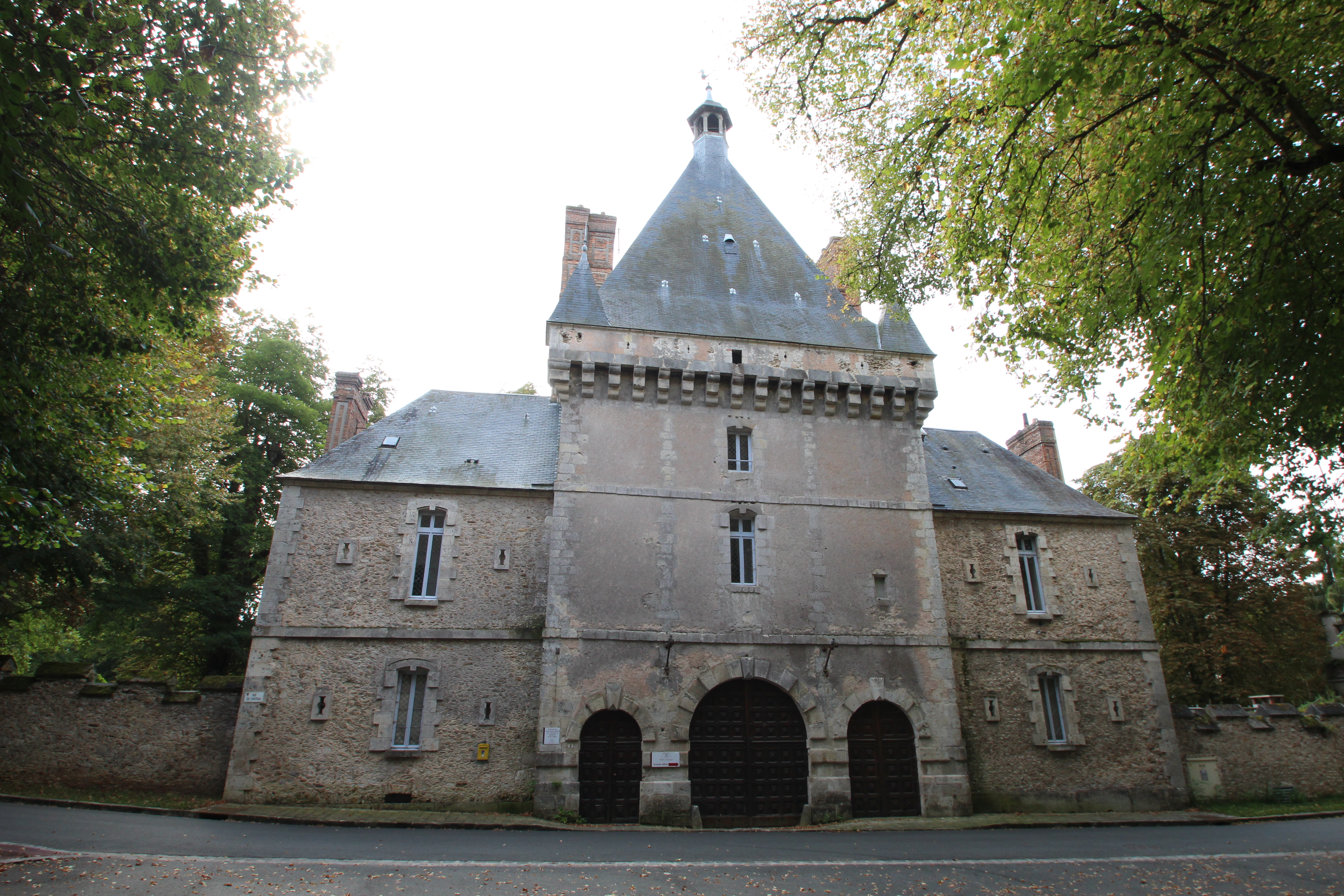
Portail d'entrée datant en partie du XIVe siècle.
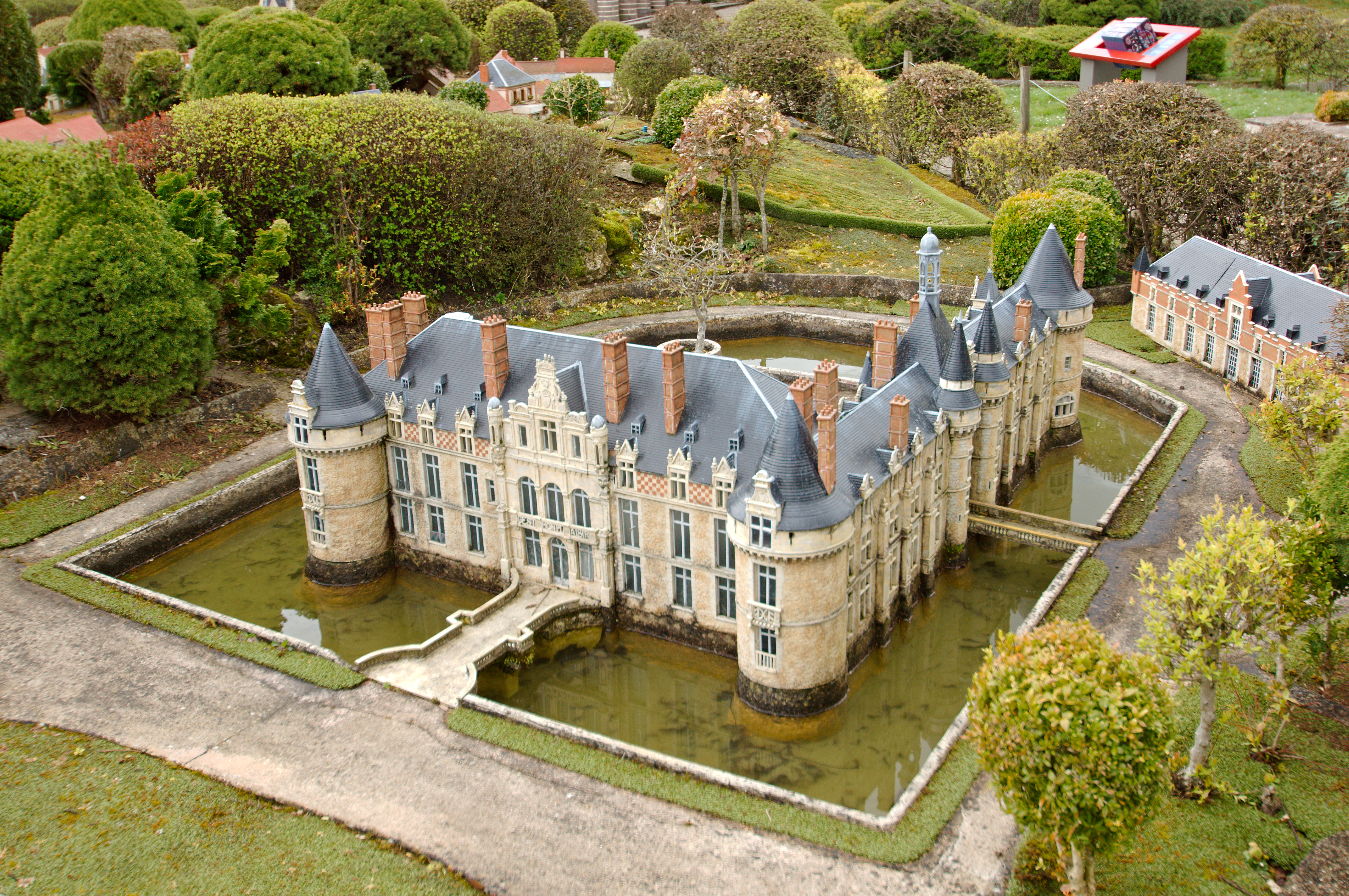
France Miniature (Élancourt) - Façade est du château.

## Protection
Le domaine constitue un site naturel classé depuis 1965.

## Au cinéma
Le domaine a également servi de lieu de tournage à quelques films :  
- 1961 - Le comte de Monte Cristo
- 1964 - Angélique, marquise des anges
- 1976 - Monsieur Klein
- 1998 - Les Couloirs du temps : Les Visiteurs 2  (château de Cora de Montmirail et Valéry de Luigny - Scènes extérieures)[8]